# Théo Maledon
Théo Louis Maledon, född 12 juni 2001, är en fransk basketspelare som spelar för Oklahoma City Thunder i National Basketball Association (NBA). Han spelar som point guard.
Maledon föddes i Rouen och spelade som ung basket i det franska idrottsinstitutet INSEP innan han som 16-åring gick till ASVEL:s ungdomslag. Ett år senare, som senior, blev Maledon den yngsta LNB All-Star genom tiderna och blev utsedd till LNB Pro A Best Young Player. Han hjälpte ASVEL att vinna LNB Pro A och Franska cupen samt blev utsedd till MVP i finalen av Franska cupen.
På landslagsnivå har Maledon vunnit guld med Frankrike vid U16-EM 2017 och silver vid U17-VM 2018. Han har även spelat för Frankrikes A-landslag.

## Biografi och tidig karriär
Maledon föddes i Rouen i Frankrike. Som treåring började han spela basket i den lokala klubben Mesnil-Esnard i Seine-Maritime. Han flyttade därefter till SPO Rouens U11-lag, vilket var den mest framstående klubben i hans område. Som 14-åring 2015 fick Maledon ett stipendium och gick med i National Institute of Sport, Expertise, and Performance (INSEP), ett idrottsinstitut i Paris. Under säsongen 2015/2016 spelade han tre matcher för det INSEP-anslutna laget Centre Fédéral de Basket-ball i Nationale Masculine 1 (franska tredjedivisionen i basket) och två matcher för INSEP:s U18-lag i Adidas Next Generation Tournament (ANGT).
Under säsongen 2016/2017 blev Maledon en regelbunden startspelare för Centre Fédéral i NM1, där han snittade 8,2 poäng, 2,4 returer och 2,7 assister på 25,6 minuter speltid. Han gjorde sitt säsongsbästa på 20 poäng, fem returer och fyra assister den 23 april 2017 i en förlustmatch mot Union Tarbes-Lourdes.

## Professionell karriär

### ASVEL (2017–2020)

#### Säsongen 2017/2018
Den 16 juni 2017 anslöt Maledon till LNB Pro A-klubben ASVEL:s ungdomslag som spelade i den franska U21-ligan. I säsongsdebuten den 24 september 2017 gjorde han 10 poäng och fem assister i en 71–61-vinst över Limoges U21-lag. Maledon gjorde sin Pro A-debut för seniorlaget som 16-åring, den 30 september, då han spelade en minut i en match mot Cholet. Han blev klubbens näst yngsta debutant genom tiderna. Den 17 oktober spelade han sin första EuroCup-match mot tyska Ratiopharm Ulm.
I januari 2018 spelade Maledon för ASVEL:s U18-lag i ANGT i L'Hospitalet. Han gjorde 35 poäng och 11 assister den 7 januari vilket hjälpte ASVEL att besegra Gran Canarias juniorlag i deras sista match i turneringen. Den 12 maj 2018 gjorde Maledon 26 poäng mot Monacos U21-lag, vilket var nytt karriärbästa för honom i U21-ligan. På 33 matcher för U21-laget snittade han 15,7 poäng, 4,5 returer och 4,9 assister per match.

#### Säsongen 2018/2019

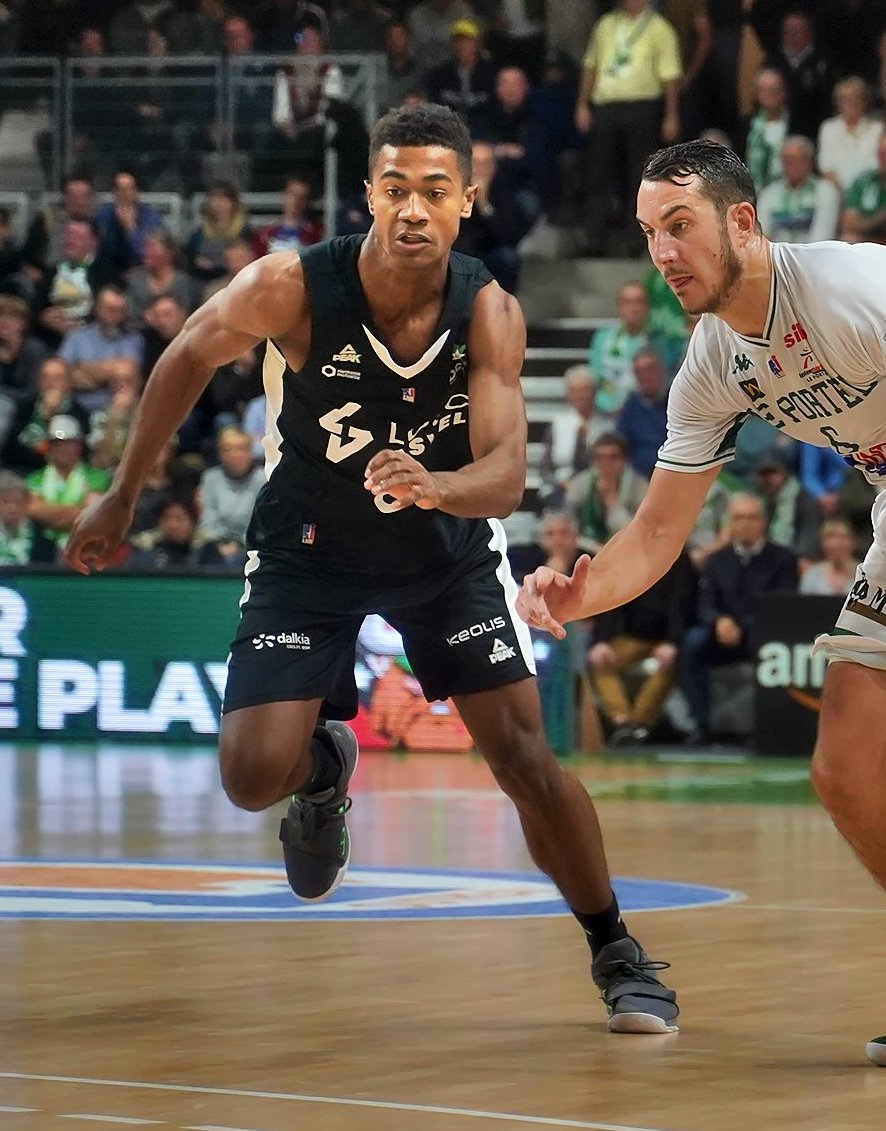
Maledon (vänster) försvar mot Le Portels Benoît Mangin i december 2018.

Den 13 augusti 2018 skrev Maledon på sitt första professionella kontrakt med ASVEL; ett treårskontrakt. Under säsongen 2018/2019 tog han en större roll i seniorlaget och var oftare med i startuppställningen. Den 6 oktober gjorde Maledon 15 poäng, fyra returer och fyra assister i en 88–64-vinst över Fos Provence. Hans effektivitet(en) i matchen var på 22, vilket var det högsta för en spelare under 18 år i Pro A sedan Tony Parker fick 24 mot BCM Gravelines år 1999. Den 3 november gjorde Maledon ett nytt karriärbästa med 16 poäng, fyra returer och två bollstölder mot JDA Dijon. Redan den 18 november slog Maledon sitt karriärbästa i en match mot Le Mans Sarthe då han gjorde 20 poäng, fyra assister och två bollstölder.
Den 18 december 2018 i en match mot Zenit Sankt Petersburg gjorde Maledon 13 poäng, sju returer och tre assister, vilket var ett nytt karriärbästa för honom i EuroCup. Han gjorde 18 poäng, fem assister, två bollstölder och ett karriärbästa i effektivitet på 26 i en match mot Levallois den 26 december. Maledon spelade i LNB All-Star Game den 29 december vid en ålder på 17,5 år och blev den yngsta spelaren i All-Star-matchen sedan starten 1987. Den 12 maj 2019 gjorde han 13 poäng i en 70–61-vinst över Le Mans i Franska cupen och blev utsedd till MVP i finalen. Maledon blev vid slutet av säsongen utsedd till LNB Pro A Best Young Player. I juni 2019 hjälpte han ASVEL att vinna finalen i Pro A över Monaco. På totalt 62 matcher under säsongen snittade Maledon 7 poäng, 2,1 returer och 2 assister på 17,3 minuters speltid.

#### Säsongen 2019/2020
Inför säsongen 2019/2020 ansågs Maledon vara favoriten att vinna EuroLeague Rising Star-priset som delades ut på EuroLeagues webbplats. I sin första match för säsongen, en vinstmatch över Limoges i Pro A den 22 september 2019, gjorde han sex poäng och åtta assister på 19 minuters speltid. Den 4 oktober gjorde Maledon sin EuroLeague-debut då han spelade nio minuter i en vinstmatch över Olympiakos. I följande match två dagar senare mot Cholet drabbades Maledon av en axelskada som höll honom borta från spel i mer än en månad.
Den 17 januari 2020 gjorde Maledon 10 assister, fem poäng och sex returer i en 101–74-förlust mot Anadolu Efes. En vecka senare gjorde han ett nytt karriärbästa i EuroLeague med 19 poäng i en 100–88-förlust mot Panathinaikos. Den 14 februari gjorde Maledon 20 poäng i en 88–59-vinst över Metropolitans 92 i semifinalen av LNB Pro A Leaders Cup. Den 5 april, medan basketsäsongen var stängd på grund av coronaviruspandemin, meddelade Maledon att han skulle gå med i NBA:s draft 2020. Maledon avslutade säsongen med att snitta 7,3 poäng, 2,7 assister och 1,9 returer på 17,3 minuters speltid under totalt 46 matcher i EuroLeague, Pro A och Leaders Cup.

### Oklahoma City Thunder (2020–)
Maledon valdes som totalt 34:e spelare av Philadelphia 76ers i NBA:s draft 2020. Den 8 december 2020 byttes drafträttigheterna för Maledon till Oklahoma City Thunder och följande dag skrev han på ett kontrakt.

## Landslagskarriär

### Frankrikes ungdomslandslag
Maledon debuterade för Frankrike vid U16-EM 2016 i Radom i Polen. Han spelade sju matcher och snittade 8,4 poäng, fyra returer och 2,4 assister per match. Maledon spelade även för Frankrike vid U16-EM 2017 i Podgorica i Montenegro. Han spelade sju matcher och snittade 14,6 poäng, 5,1 returer och 3,1 assister per match samt gjorde 20 poäng i finalen mot Montenegro, vilket hjälpte Frankrike att vinna guldet. Maledon blev utsedd till lagkapten för Frankrike vid U17-VM 2018 i Argentina. På sju matcher snittade han 11,1 poäng, 6,1 returer och 4,1 assister per match då Frankrike slutade på andra plats.

### Frankrikes A-landslag
Den 24 februari 2019 debuterade Maledon för Frankrikes A-landslag i en VM-kvalmatch. Han spelade 15 minuter och gjorde tre poäng samt tre returer i en 76–69-förlust mot Finland. Den 7 augusti gjorde Maledon 14 poäng i en 94–56-vinst över Tunisien under förberedelserna inför VM. Han blev dock inte uttagen i den slutgiltiga truppen till VM, vilket delvis var på grund av en axelskada.

## Privatliv
Båda Maledons föräldrar har spelat basket: hans mor, Sylvie, har spelat för det franska ungdomslandslaget och hans far, Claude, har spelat i Nationale Masculine 1 (franska tredjedivisionen). Hans farbror, Dominique Guéret, har varit assisterande tränare i LNB Pro B-klubben ALM Évreux. Hans äldre syster Lena har spelat collegebasket i USA och hans yngre bror Matys spelar i Montville i Frankrike.